# Washington-D.C.-Tempel

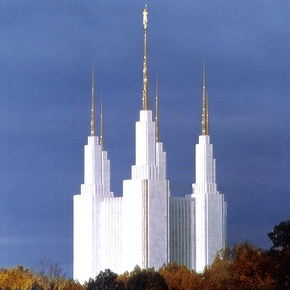
Der Washington-D.C.-Tempel

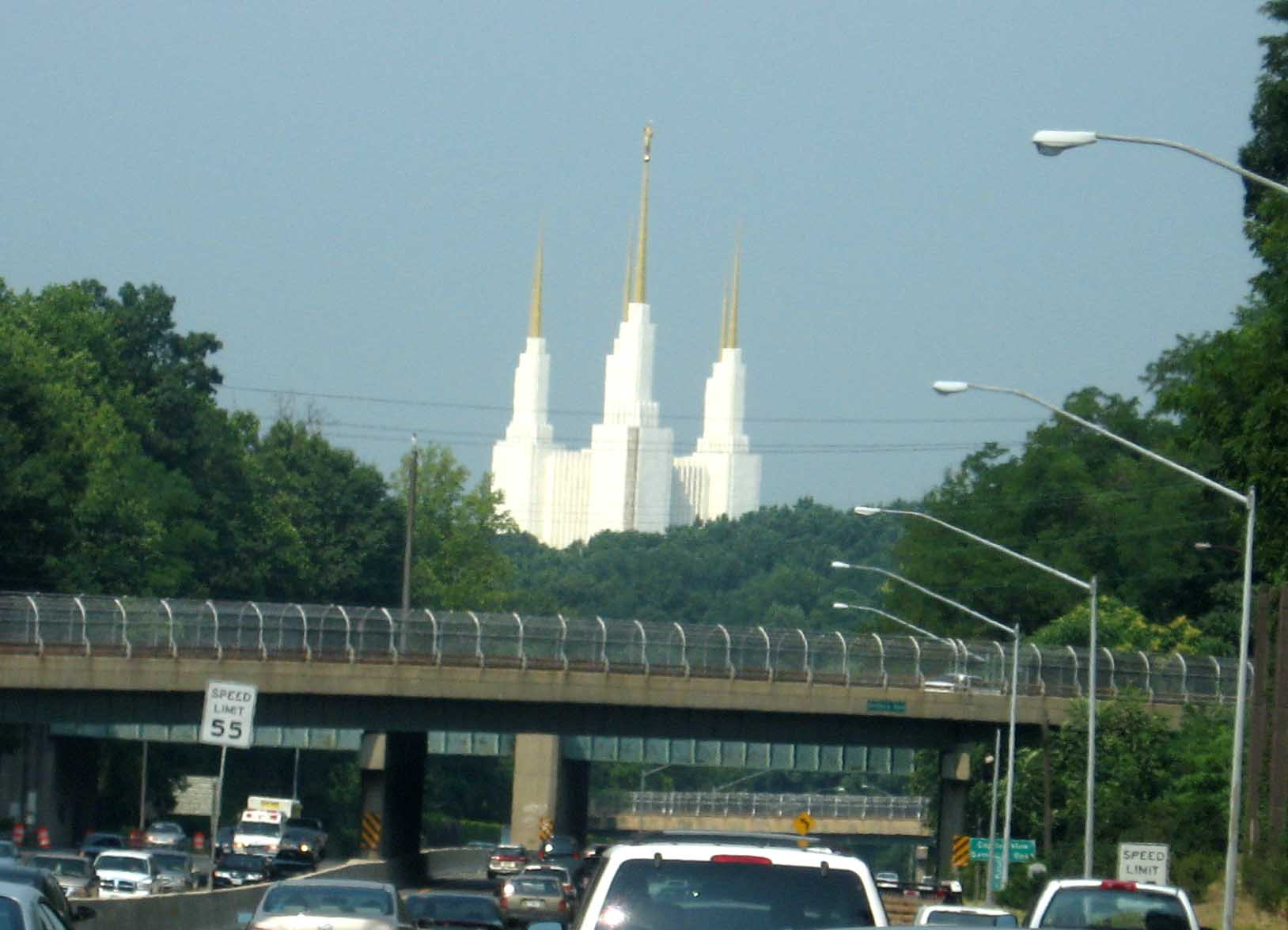
Der Washington-Tempel von der Autobahn Interstate 495 aus gesehen

Der Washington-D.C.-Tempel ist der sechzehnte Tempel der Kirche Jesu Christi der Heiligen der Letzten Tage. Er wurde 1974 geweiht und steht in Kensington (Maryland), womit er der erste Tempel östlich des Mississippi seit 1846 ist. Vor der Weihung war er vom 17. September bis zum 2. November 1974 für die Öffentlichkeit zugänglich und wurde in dieser Zeit von circa 750.000 Menschen besichtigt.
Der Tempel wurde auf eine gewisse Ähnlichkeit mit dem Salt-Lake-Tempel hin entworfen, um schnell als Tempel der Heiligen der Letzten Tage erkannt werden zu können. Mit 15.000 Quadratmetern ist er der drittgrößte HLT-Tempel. Er hat sechs Endowmenträume- und vierzehn Siegelungsräume. Der höchste der sechs Türme ist 88 Meter hoch und trägt einen Engel Moroni. Dieser ist circa sechs Meter hoch und zwei Tonnen schwer. Durch seine Lage in einem weitgehend unberührt belassenen Waldstück erweckt der Tempel einen abgeschiedenen Eindruck. Zugleich ist er von der viel befahrenen Autobahn Nummer 495 aus schon auf weite Entfernung zu sehen und dadurch ein bekannter Orientierungspunkt.

## Meilensteine
| Ankündigung:        | 15. November 1968 durch Hugh B. Brown      |
| Erster Spatenstich: | 7. Dezember 1968                           |
| Weihung:            | 19. November 1974 durch Spencer W. Kimball |